# Leuchtturm Helgoland
Der Leuchtturm Helgoland befindet sich auf dem Oberland der Insel Helgoland. In unmittelbarer Nähe steht ein Richtfunkturm. Der Leuchtturm wurde im Zweiten Weltkrieg als Flakturm bzw. Flakleitstand gebaut und 1952 als Ersatz für den im Krieg zerstörten alten als neuer Leuchtturm in Betrieb genommen. Der Turm besitzt das stärkste Leuchtfeuer aller deutschen Leuchttürme. Es kann in klaren Nächten bis aus einer Entfernung von 28 Seemeilen (z. B. auf den Ostfriesischen Inseln im Süden und in Eiderstedt im Osten) erkannt werden.
Der Leuchtturm Helgoland wird vom Wasserstraßen- und Schifffahrtsamt Elbe-Nordsee betrieben.

## Geschichte

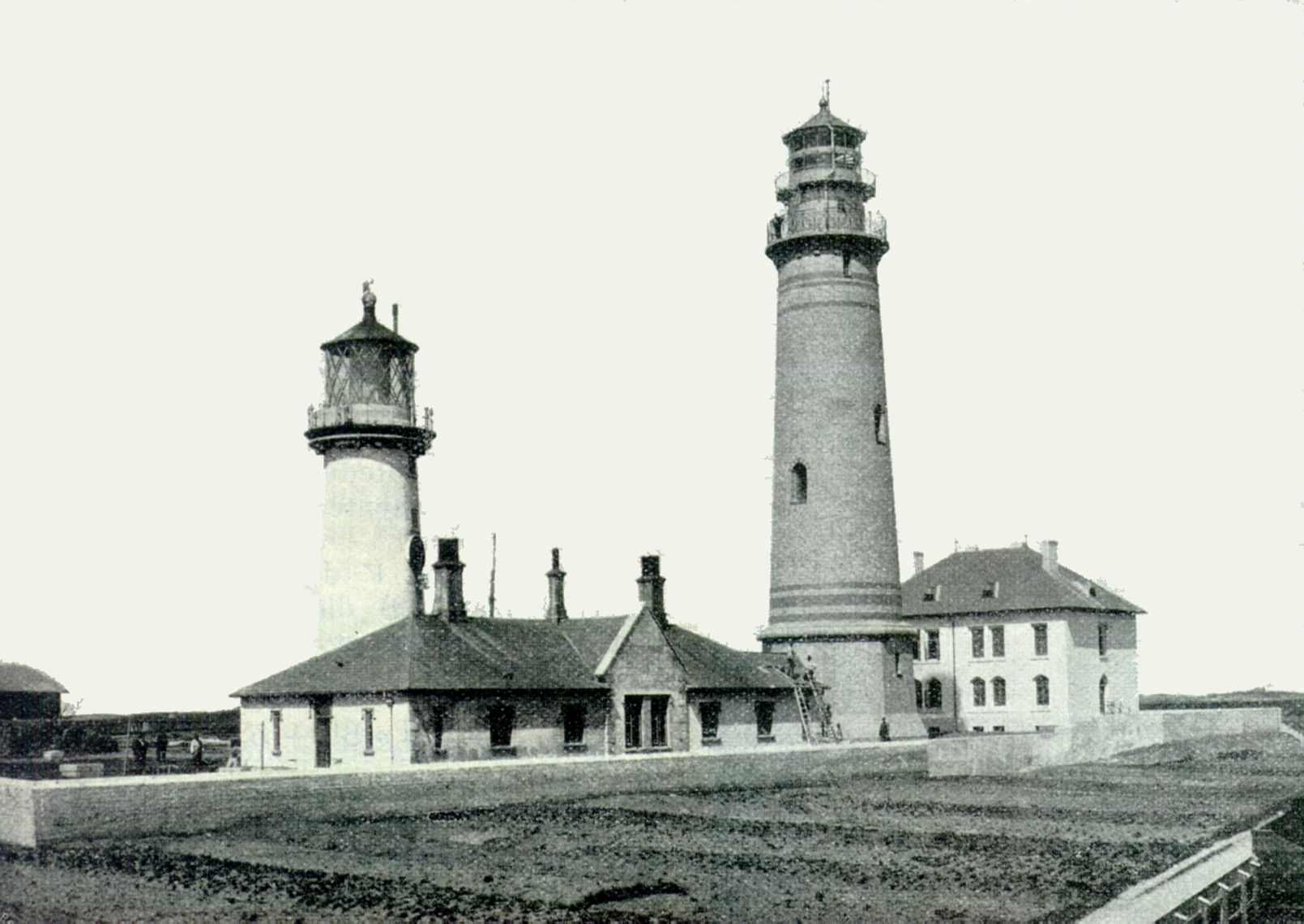
Der 1902 neu errichtete Leuchtturm (rechts) neben seinem Vorgänger, der kurze Zeit später abgetragen wurde

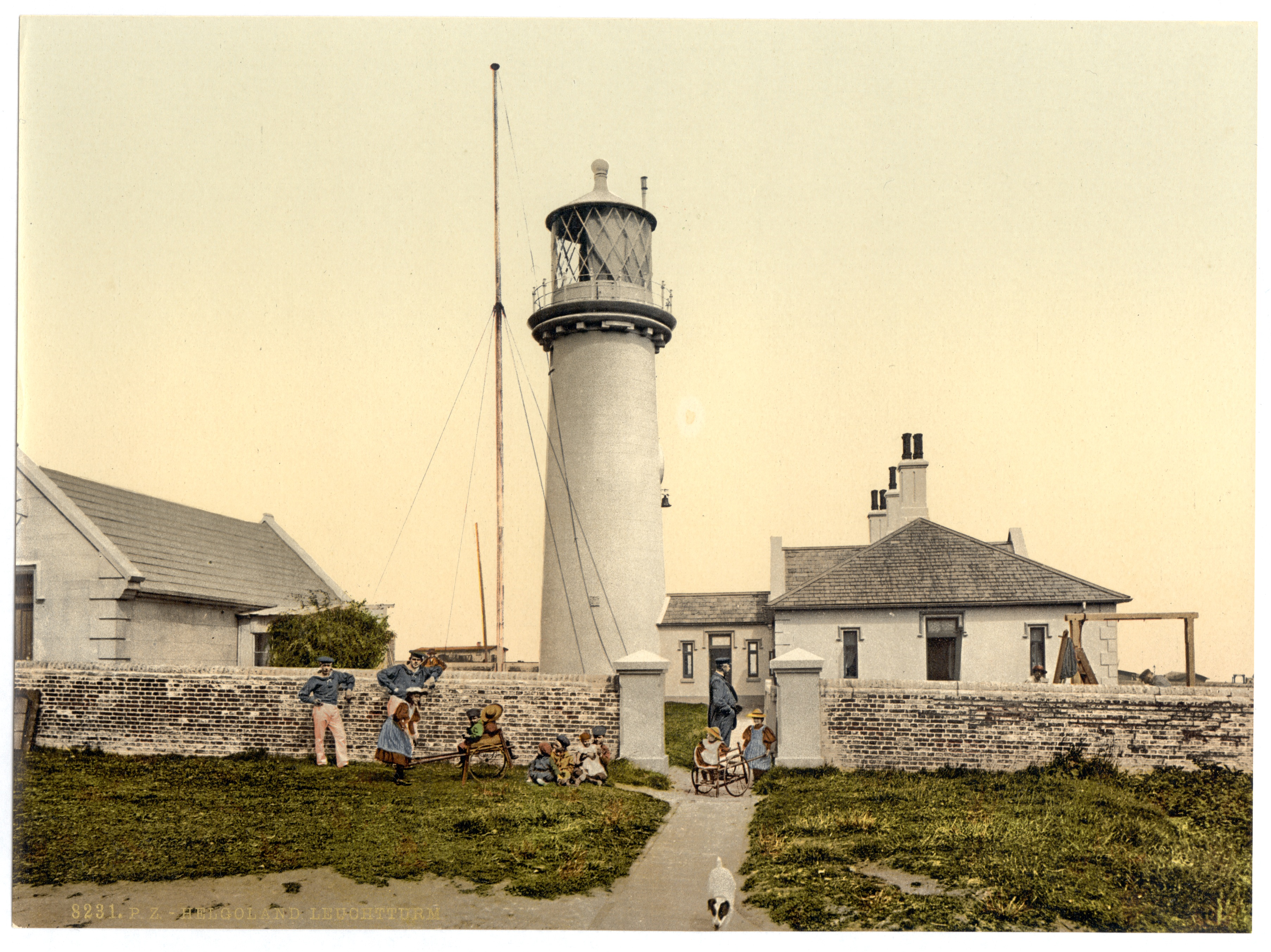
Historische Postkarte um 1900

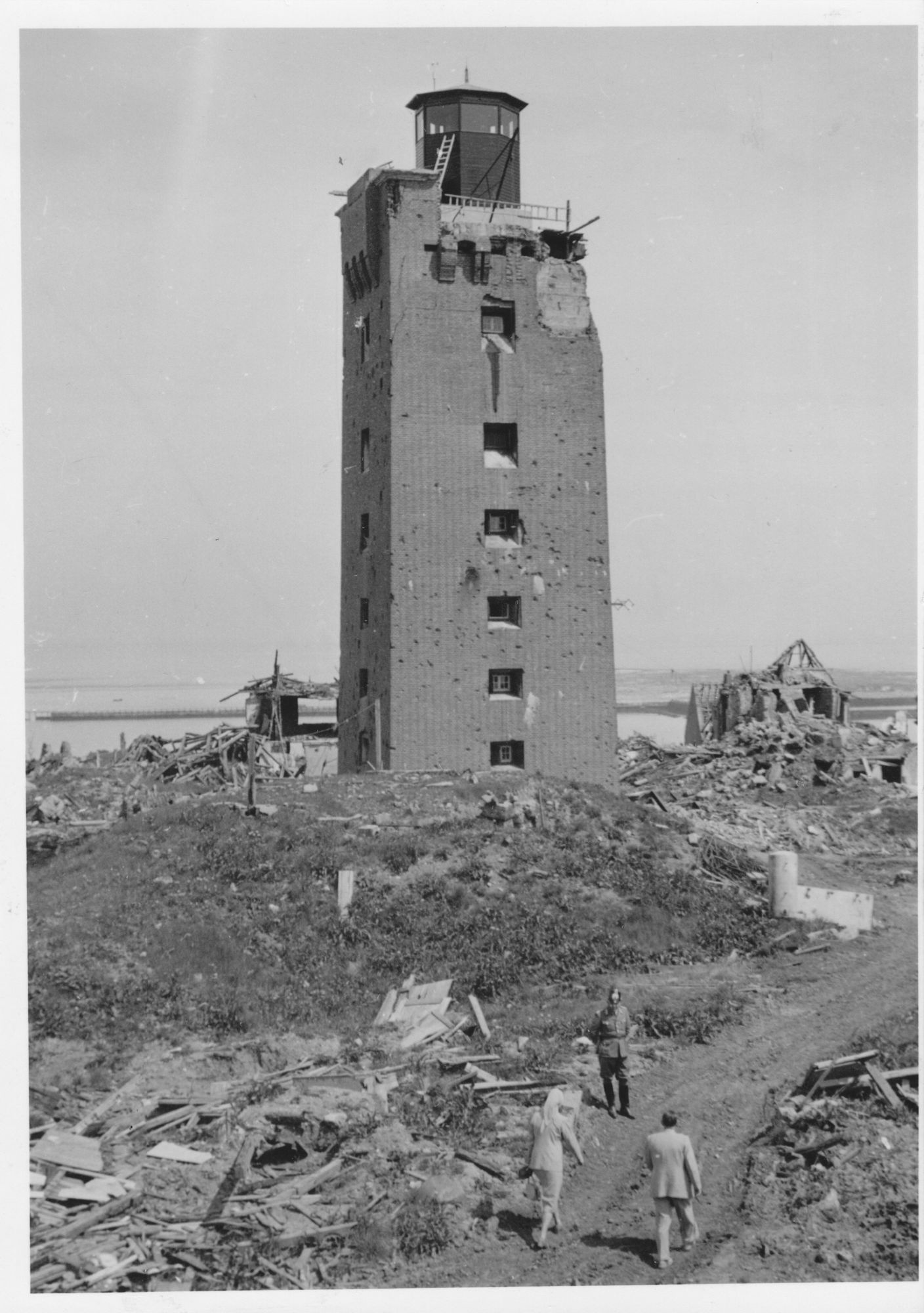
Ehemaliger Flakturm auf Helgoland mit neuem Leuchtfeuer (1953)

Bereits 1810 wurde unter englischer Herrschaft der erste Leuchtturm Helgolands errichtet. Der sogenannte Englische Leuchtturm war in der Spitze 67 Meter über Normalnull hoch.  Der Helgoländer Leuchtturm stellte eine wichtige Navigationshilfe in der Deutschen Bucht dar, da sein Feuer etwa doppelt so weit sichtbar war wie das des einige Jahre vorher eingerichtete Leuchtfeuer von Cuxhaven.
Seit 1890 gehört die Inselgruppe Helgoland und Düne zum deutschen Staatsgebiet, Umbau des Hafens sowie der Navigationsmittel waren die Folge. Der Englische Leuchtturm wurde 1902 nach Inbetriebnahme des neuen Leuchtturmes abgetragen. Die Laterne und die Optik des Englischen Turms wurden nach Fehmarn gebracht und auf dem neu errichteten Leuchtturm Staberhuk im Südosten Fehmarns installiert, wo sie bis heute benutzt werden.
Der neue Leuchtturm wurde 1902 von der Königlich-Preußischen Bauverwaltung in Auftrag gegeben und war ein gemauerter runder Turm nach demselben Entwurf wie der Leuchtturm Kap Arkona auf Rügen. Er versah seinen Dienst von 1902 bis 1945. Bei dem britischen Luftangriff vom 18. April 1945 wurde der Turm zum Einsturz gebracht. Dabei kam der Leuchtturmwärter ums Leben.
Bereits 1941 ließ die Wehrmacht als Flakleitstand einen viereckigen, aus dickem Stahlbeton bestehenden Turm errichten, der als einziges Helgoländer Gebäude den Krieg und die Sprengung von Bunkeranlagen auf Helgoland durch die British Army und die Bombenzielwürfe der Royal Air Force schwer beschädigt überstand. Der heutige Leuchtturm Helgoland wurde zunächst provisorisch 1952 in dem Flakturm in Betrieb genommen. Seit einem Umbau 1965 hat er sein heutiges Aussehen. In den unteren beiden Stockwerken des Leuchtturms wurde zur Zeit des Kalten Krieges ein Atombunker eingebaut; die Scheinfenster in diesen Stockwerken wurden aus ästhetischen Gründen angebracht. Die Antennenanlagen für Radar, ein Flugfunkfeuer, See- und Richtfunk kamen später hinzu.

## Nautik
Der Leuchtturm dient als Seefeuer. Die charakteristische Kennung ist ein weißer Blitz alle 5 Sekunden (Blz. 5s). Die Nenntragweite des Lichtsignals ist für Leuchttürme in den deutschen Gewässern sehr hoch und wird in offiziellen Dokumenten mit 28 sm (52 km) angegeben. In klaren, aber nicht zu trockenen Nächten ist der charakteristische Strahl über dem Horizont auch vom Festland in Harlesiel (50 km), Cuxhaven-Duhnen (59 km) oder Sankt Peter-Ording (48 km) zu beobachten.

## Technik

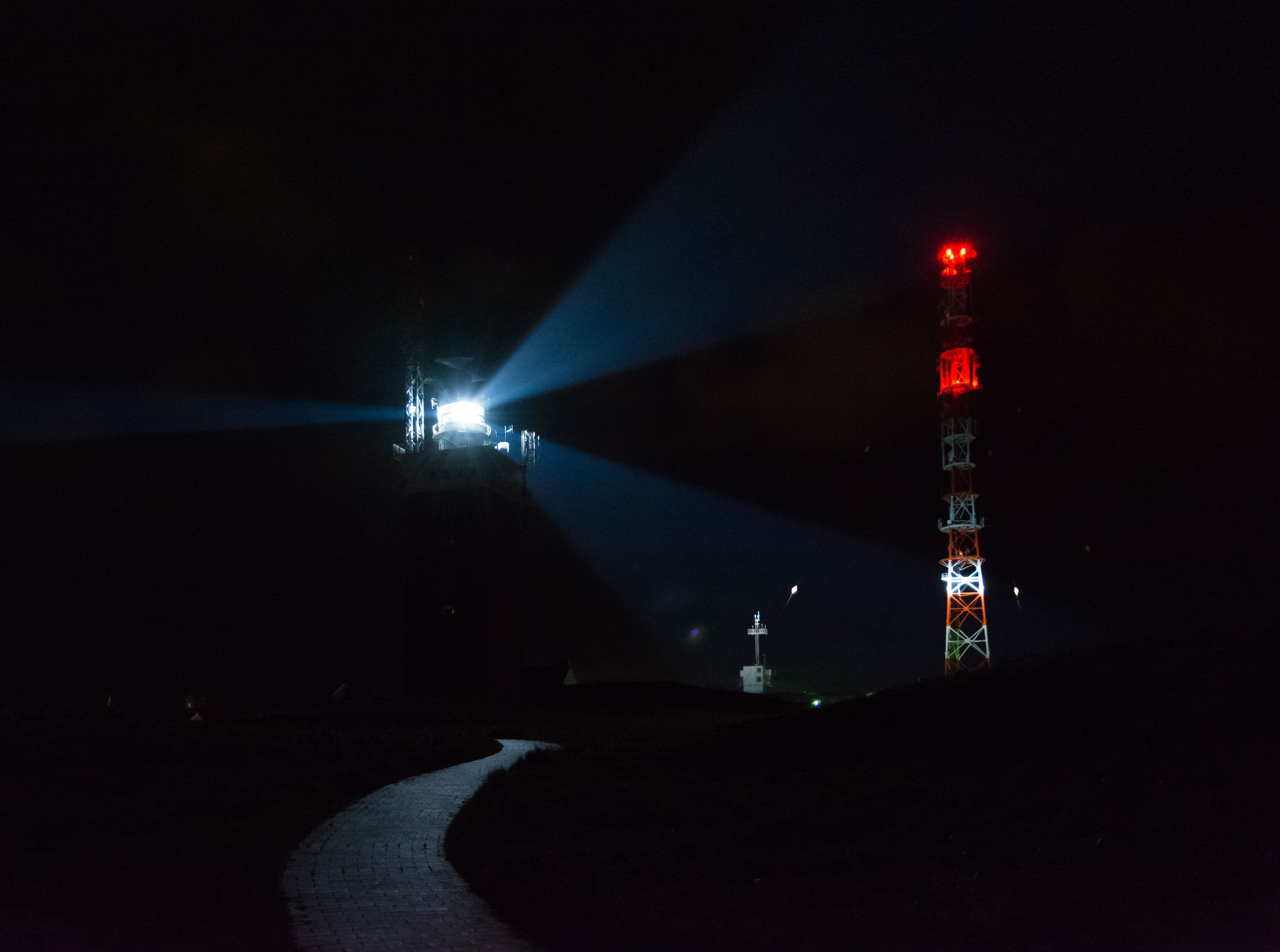
Die drei Lichtstrahlen des Leuchtturms Helgoland stehen in einem Winkel von 120° zueinander.

Die Xenon-Lampe des Leuchtfeuers Helgoland. Fotografie durch die Fresnel-Linse hindurch.

Der Englische Leuchtturm von 1811 war mit Argand-Lampen und Reflektoren ausgestattet. Der 1902 in Betrieb genommene Turm war nach Angaben von 1911 mit einem Blinkfeuer ausgestattet, dessen Reichweite 23,3 Seemeilen betragen haben soll.
Die Lichtanlage des heutigen Turmes wurde 1963 modernisiert. Die Optik besteht aus je drei geschliffenen Sammellinsen in zwei Ebenen. Sie sind im Winkel von 120° in einem elektrisch betriebenen Drehgestell angeordnet und haben eine Brennweite von 250 mm. Als Leuchtmittel kommt eine Xenon-Hochdruck-Lampe mit einer Leistung von 2000 Watt zum Einsatz. Sie erzeugt ein Licht von 35 Millionen Candela.
Das kleinere Leuchtfeuer Helgoland Düne wird seit 1982 vom Helgoländer Leuchtturm aus ferngesteuert.
Das Wasserstraßen- und Schifffahrtsamt Weser-Jade-Nordsee nutzt den Turm für seine Relaisfunkstelle Helgoland. Mit ihr regelt sie die Verkehrsabwicklung in der östlichen Deutschen Bucht (Arbeitskanal 80/25 W duplex).

## Philatelistische Würdigung

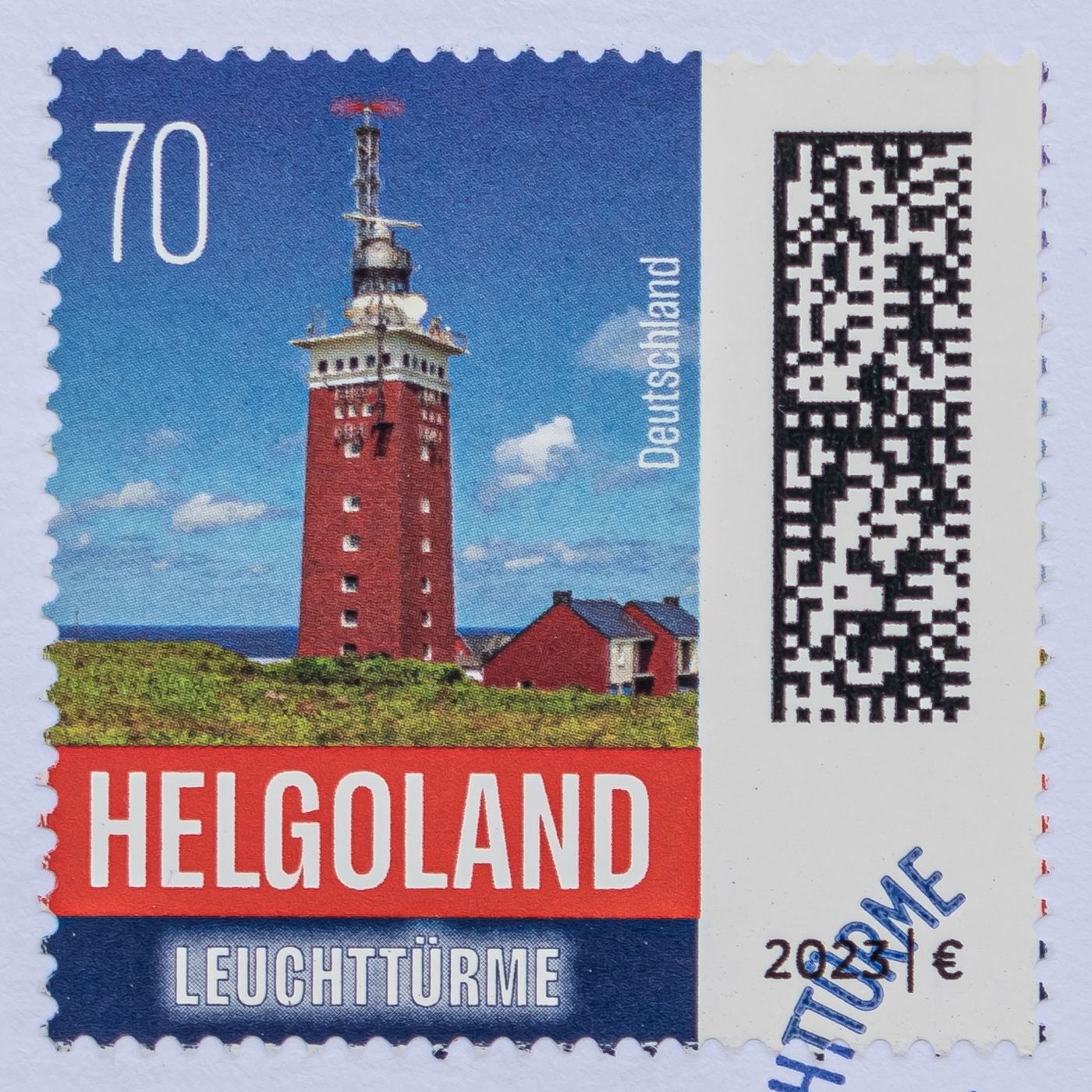
Sonderbriefmarke 2023 Leuchtturm Helgoland

Die erste Briefmarke, die den Leuchtturm Helgoland zeigt, erschien am 20. Oktober 1972 von der Deutschen Bundespost. Die Marke gehört zur Serie Fremdenverkehr, Helgoland (1969–1973 13 Motive) (Mi.Nr. 746) mit dem Wert von 30 Pfennig. Der Entwurf stammt vom Grafiker Heinz Schillinger aus Nürnberg. Die Auflage betrug 32.280.000 Stück.
Am 6. Juli 2023 erschien eine Briefmarke zu 70 Cent in der Serie Leuchttürme nach Entwurf von Carsten Wolff aus Frankfurt am Main.